# Quy Ngưỡng tông
Quy Ngưỡng tông (zh. guī-yǎng-zōng 潙仰宗, ja. igyō-shū) là một dòng Thiền do Thiền sư Quy Sơn Linh Hựu và đệ tử là Ngưỡng Sơn Huệ Tịch sáng lập, được xếp vào Ngũ gia thất tông - Thiền tông chính phái của Trung Quốc. Dòng Thiền này tồn tại chỉ khoảng 6, 7 đời và sau đó bị thất truyền.  

## Lịch sử
Sau khi nhận tâm ấn nơi Thiền sư Bá Trượng Hoài Hải, vào năm Nguyên Hòa (805-820) đời Đường, Thiền sư Quy Sơn Linh Hựu đến cư trú tại Quy Sơn (nay là huyện Trường Sa, tỉnh Hồ Nam, Trung Quốc) một mình trong 7 năm. Về sau, có pháp đệ là Thiền sư Lại An từ chổ Hòa thượng Bá Trượng đến giúp sức Linh Hựu hoằng hóa, nhờ vậy tông phong bắt đầu phát triển. Thiền sư Linh Hựu cho xây dựng Đồng Khánh tự làm nơi hoằng pháp và từ đó người học đến tham vấn ở Quy Sơn ngày càng đông, thường hơn 1500 vị, nhiều hơn cả môn đình của Thiền sư Hoàng Bá Hy Vận.
Quy Sơn Linh Hựu đã đào tạo ra nhiều đệ tử nổi danh như Ngưỡng Sơn Huệ Tịch, Hương Nghiêm Trí Nhàn, Linh Vân Chí Cần,... kế thừa và làm tông phong hoằng truyền rộng rãi. Đặc biệt trong số này là Ngưỡng Sơn Huệ Tịch, ông trước tham học với Đam Nguyên Ứng Chân (zh. 耽源應真) - đệ tử đắc pháp của Quốc sư Nam Dương Huệ Trung (zh. 南陽慧忠, 675? -772/775), sau ngộ đạo nơi Quy Sơn Linh Hựu. Nhờ vậy, Huệ Tịch được kế thừa cả 96 viên tướng của Đam Nguyên và cơ phong hùng dũng của Quy Sơn làm cho Thiền phong trở nên đặc sắc, độc đáo, một mặt ông giáo hoá đệ tử nghiêm khắc, mặt khác ông lại dùng 96 viên tướng để giúp người học dễ khai ngộ. Từ đó, tông Quy Ngưỡng hợp từ pháp hệ của Quy Sơn Linh Hựu và đệ tử Ngưỡng Sơn Huệ Tịch ra đời. Tên gọi tông này được lấy từ chữ đầu trong ngọn núi Quy Sơn và Ngưỡng Sơn nơi hai vị tổ này trụ trì. Địa bàn hoạt động chính của dòng Thiền này nằm ở Kinh Nam và Nam Đường.
Từ Thiền sư Ngưỡng Sơn Huệ Tịch truyền xuống các đệ tử là Thiền sư Tây Tháp Quang Mục và Nam Tháp Quang Dũng phân ra thành hai phái: Tây Tháp phái và Nam Tháp phái. Phái Tây Tháp còn mang ảnh hưởng của dòng Đam Nguyên Ứng Chân trong khi phái Nam Tháp thì mang thuần túy pháp hệ của Thiền sư Quy Sơn. Ngoài ra, Thiền sư Ngưỡng Sơn Huệ Tịch cũng có một số pháp tử nổi danh khác như Vô Trước Văn Hỷ, Hoắc Sơn Cảnh Thông (zh. 霍山景通).

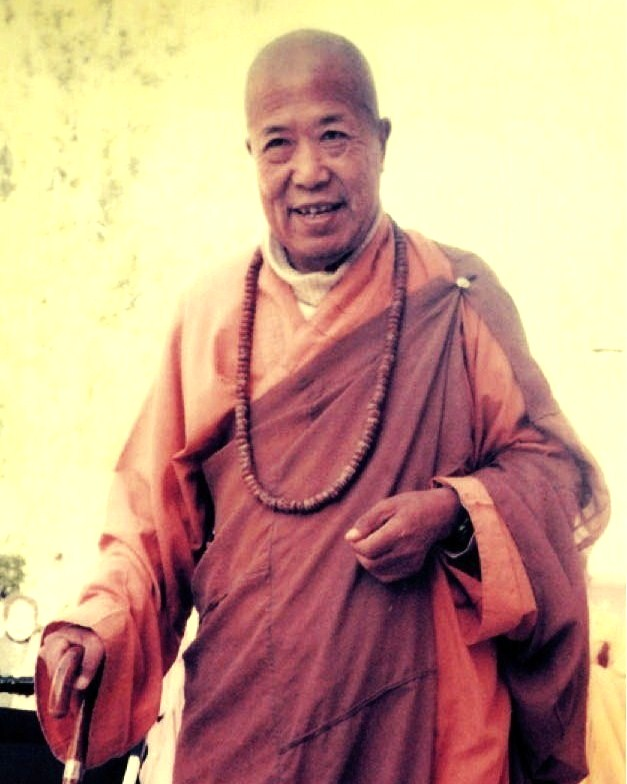
Hoà thượng Tuyên Hoá, truyền nhân đời thứ 9 của Quy Ngưỡng tông.

Quy Sơn Cảnh Sách là tác phẩm nổi bật của tông này do Thiền sư Quy Sơn Linh Hựu soạn và được dùng rất phổ biến trong các tùng lâm từ xa xưa cho đến nay, là cẩm nang tu học cho những người sơ cơ xuất gia.
Dòng Thiền này phát triển mạnh vào cuối đời Đường và đầu đời Ngũ Đại, sang đầu đời Tống thì suy yếu và cuối cùng sáp nhập với tông Lâm Tế. Nó bị thất truyền chỉ sau khoảng 150 năm tồn tại.
Cận đại, Thiền sư Hư Vân chủ trương khôi phục lại các tông phái đã thất truyền của Thiền tông là Quy Ngưỡng tông, Vân Môn tông, Pháp Nhãn tông. Đối với tông Quy Ngưỡng, để khôi phục lại truyền thừa, Thiền sư Hư Vân kế thừa vị tổ sư cuối cùng của tông Quy Ngưỡng được ghi lại trong lịch sử là Thiền sư Hưng Duơng Từ Đạc (zh. 兴阳词铎, đời thứ 7) làm truyền nhân đời thứ 8 và truyền pháp cho các đệ tử như Hoà thượng Tuyên Hoá Độ Luân (zh. 宣化度轮 Xuanhua Dulun, 1918-1995), Tuyên Đáo Tịnh Huệ (zh. 宣道净慧 Xuandao Jinghui, 1933-2013), Tuyên Huyền Thánh Nhất (zh. 宣玄圣一 Xuanxuan Shengyi, 1922-2010), Tuyên Minh Hải Đăng (zh. 宣明海灯 Xuanming Haideng, 1902–1989)... tiếp nối làm truyền nhân đời thứ 9. Bài kệ truyền pháp tông Quy Ngưỡng gồm 56 chữ do Thiền sư Hư Vân sáng tác là:
Hán văn
詞 德 宣 衍 道 大 興
戒 鼎 馨 遍 五 分 新
慧 焰 彌 布 周 沙 界
香 雲 普 蔭 燦 古 今
慈 悲 濟 世 願 無 盡
光 昭 日 月 浪 太 清
振 啟 拈 化 宏 溈 上
圓 相 心 燈 永 昌 明
Phiên âm
Từ Đức Tuyên Diễn Đạo Đại Hưng
Giới Đỉnh Hinh Biến Ngũ Phân Hương
Tuệ Diệm Di Bố Châu Sa Giới
Hương Vân Phổ Ấm Sán Cổ Kim
Từ Bi Tế Thế Nguyện Vô Tận
Quang Chiêu Nhật Nguyệt Lãng Thái Thanh
Chấn Khải Niêm Hóa Hoằng Quy Thượng
Viên Tướng Tâm Đăng Vĩnh Xương Minh.

## Đặc trưng
Một nét đặc biệt của tông này là phương pháp giáo hoá, "đánh thức" môn đệ bằng những biểu tượng được vẽ trong 97 vòng tròn (viên tướng). Hệ thống giáo hoá này được Lục tổ Huệ Năng sử dụng, truyền cho Quốc sư Nam Dương Huệ Trung đến Đam Nguyên Ứng Chân và Ngưỡng Sơn Huệ Tịch. Ngày nay cách sử dụng viên tướng này đã thất truyền nhưng có lẽ đã gây ảnh hưởng lớn đến sự hình thành của Thập mục ngưu đồ (mười bức tranh chăn trâu) và Động Sơn ngũ vị của Thiền sư Động Sơn Lương Giới. 97 viên tướng được sử dụng như mật ngữ, và các vị Thiền sư có kinh nghiệm Giác ngộ thâm sâu sử dụng nó để trau dồi kinh nghiệm với nhau. Vì biết được khả năng tiêu hoại khi truyền hệ thống này bừa bãi - nếu bị lạm dụng trở thành một trò chơi - nên các vị giữ kín bí mật này, chỉ truyền cho những môn đệ hàng thượng căn.
Thiền sư Ngưỡng Sơn trả lời khi được hỏi vì sao sư thấy người đến liền vẽ một vòng tròn trong đó viết chữ "Ngưu" (zh. 牛) (Định Huệ dịch):
| “ | "Cái ấy cũng là việc không đâu. Nếu chợt hội được thì cũng chẳng phải từ bên ngoài đến, nếu không hội thì quyết chắc là không biết. Ta hỏi lại ông: Bậc lão túc các nơi - ngay trên thân các ông - chỉ cái gì là Phật tính? Nói là phải hay nín là phải, hay chẳng nói chẳng nín là phải, hay lại đều là không phải? Nếu ông nhận nói là phải thì như là người mù sờ đuôi voi. Nếu ông nhận nín là phải thì như người mù sờ tai voi. Nếu ông nhận chẳng nói chẳng nín là phải thì như người mù sờ vòi voi. Nói vật vật đều phải thì như người mù sờ nhằm bốn chân voi. Nếu bảo đều chẳng phải tức là ném bỏ con voi ấy, rơi vào không kiến. Chỗ thấy của các người mù kia chỉ ở nơi danh mạo sai biệt trên con voi... Lại nói: 'Đạo vốn không hình tướng, trí huệ tức là đạo. Người có kiến giải này gọi là chân Bát-nhã.' Người có mắt sáng thấy được toàn thể con voi thì thật tính cũng như vậy." | ” |

Về Thiền lý, tông Qui Ngưỡng chia thế giới chủ quan và khách quan ra làm 3 thứ sinh: Tưởng sinh, Tướng sinh, và Lưu chú sinh, mỗi thứ đều có sự phủ định.
- Tưởng sinh: Chỉ cho những suy tư chủ quan, cho rằng hễ có tâm tư duy thì đều là nhơ nhớp tạp loạn, cần phải xa lìa mới được giải thoát.
- Tướng sinh: Chỉ cho cảnh sở duyên, tức thế giới khách quan, cũng cần phải phủ định. Cho nên trong sách có câu kệ:

“Ánh sáng chiếu vào rõ đường về
Mộng tối tan rồi hai mắt sáng."
- Lưu chú sinh: Chỉ cho thế giới chủ quan, khách quan biến hóa vô thường, âm thầm trôi chảy, theo nhau không dứt. Nếu có thể nhìn thẳng vào dòng thác tư duy ấy mà cắt đứt được thì chứng đắc trí viên minh, đạt đến cảnh giới tự tại.[1]

Lí luận tu hành của tông này là theo yếu chỉ “Lí sự như như” của các Thiền sư Đạo Nhất, Hoài Hải, cho rằng vạn vật hữu tình đều có đủ tính Phật, nếu minh tâm kiến tính thì có thể thành Phật.
Thiền phong của Quy Ngưỡng tông là “Phương viên mặc khế” (lặng lẽ khế hợp tất cả), cách dạy người học phần nhiều dùng đối đáp để đưa đến chỗ thầm hợp (ngộ).

## Pháp hệ truyền thừa
1/ Thiền sư Quy Sơn Linh Hựu (zh. 溈山靈祐, 771-853), Sơ tổ.
2/ Thiền sư Hương Nghiêm Trí Nhàn (zh. 香嚴智閑, ?-898)
3/ Thiền sư Diên Khánh Pháp Đoan (zh. 延慶法端)
2/ Thiền sư Linh Vân Chí Cần (zh. 靈雲志勤, tk. 9)
2/ Thiền sư Ngưỡng Sơn Huệ Tịch (zh. 仰山慧寂, 807-883), Nhị tổ.
3/ Thiền sư Vô Trước Văn Hỉ (zh. 無著文喜, 820-899)
3/ Thiền sư Hoắc Sơn Cảnh Thông (zh. 霍山景通)
3/ Thiền sư Nam Tháp Quang Dũng (zh. 南塔光涌, 850-938/939), tổ khai sơn Nam Tháp phái.
4/ Thiền sư Ba Tiêu Huệ Thanh (zh. 芭蕉慧清)
5/ Thiền sư Hưng Dương Thanh Nhượng (zh. 興陽清讓)
5/ Thiền sư U Cốc Pháp Mãn (zh. 幽谷法滿)
5/ Thiền sư Trình Châu Kế Triệt (zh. 芭蕉繼徹)
4/ Thiền sư Thanh Hóa Toàn Phó  (zh. 清化全付)
5/ Thiền sư Ứng Thanh (zh. 應清)
3/ Thiền sư Tây Tháp Quang Mục (zh. 西塔光穆), tổ khai sơn Tây Tháp phái. 
4/ Thiền sư Tư Phúc Như Bảo (zh. 資福如寶)
5/ Thiền sư Tư Phúc Trinh Thúy (zh. 資福貞邃)
5/ Thiền sư Đàm Châu Lộc Uyển (zh. 潭州鹿苑)
5/ Thiền sư Báo Từ Đức Thiều (zh. 報慈德韶)
6/ Thiền sư Tam Giác Chí Khiêm (zh. 三角志謙)
7/ Thiền sư Thiền sư Hưng Duơng Từ Đạc (zh. 興陽詞鐸)
8/ Thiền sư Hư Vân Đức Thanh (zh. 虛雲德清 Xuyun Deqing, 1840-1959)
9/ Hoà thượng Tuyên Hoá Độ Luân (zh. 宣化度轮 Xuanhua Dulun, 1918-1995)
9/ Hoà thượng Tuyên Đáo Tịnh Huệ (zh. 宣道净慧 Xuandao Jinghui, 1933-2013)
9/ Hoà thượng Tuyên Huyền Thánh Nhất (zh. 宣玄圣一 Xuanxuan Shengyi, 1922-2010)
9/ Hoà thượng Tuyên Minh Hải Đăng (zh. 宣明海灯 Xuanming Haideng, 1902–1989)